# Bale Redelong
Bale Redelong is een bestuurslaag in het regentschap Bener Meriah van de provincie Atjeh, Indonesië. Bale Redelong telt 1273 inwoners (volkstelling 2010).